# ERTICO
ERTICO (European Road Transport Telematics Implementation Coordination Organization)- europejska organizacja o zasięgu międzynarodowym, powołana w 1991 roku, z siedzibą w Brukseli.
Celem działania ERTICO jest stworzenie wspólnej platformy w zakresie Inteligentnych Systemów Transportowych na rynku europejskim oraz zapewnienie, że europejskie interesy będą w pełni reprezentowane na całym świecie. 
Organizacja reprezentuje interesy ponad 100 organizacji europejskich w pięciu sektorach: 
- władze publiczne (na szczeblu lokalnym, regionalnym i krajowym),
- przemysł (pojazdy, elektronika, informatyka i telekomunikacja),
- infrastruktura i dostawcy usług (transportowych i telekomunikacyjnych),
- użytkownicy,
- inni (stowarzyszenia branżowe, instytucje badawcze).

Szczegółowe cele działania ERTICO są następujące:
- prowadzenie wspólnej platformy, dotyczącej badań i wdrażania Inteligentnych Systemów Transportowych (ITS),
- pozyskiwanie funduszy oraz zarządzanie funduszami publicznymi, przeznaczonymi na rozwój projektów i systemów ITS, określanie wymagań i warunków rozwoju systemów ITS na rynku europejskim, promowanie zalet i korzyści z wdrażania systemów ITS dla przywódców i decydentów.